# El verí del teatre
El verí del teatre és una obra de teatre del dramaturg valencià Rodolf Sirera escrita originalment per a televisió. Emesa per TVE de Catalunya el 18 d'octubre de 1978, en un muntatge realitzat per Mercè Vilaret i protagonitzat per Ovidi Montllor i Carles Velat, després se'n feren notables produccions escèniques, com la del Centro Dramático Nacional de 1983, dirigida per Emilio Hernández i interpretada per José María Rodero i Manuel Galiana, o la del Teatre Poliorama de Barcelona de 1993, dirigida per Orestes Lara i interpretada per Abel Folk i Sergi Mateu. Juntament amb Plany en la mort d'Enric Ribera és una de les obres més conegudes de l'autor. Ha estat traduïda a una quinzena de llengües, entre les quals s'inclouen el francès, l'italià, l'anglès i el portuguès.
Tal com s'indica al subtítol, Diàleg entre un aristòcrata i un comediant, l'obra proposa una reflexió sobre les convencions del teatre, els límits de la ficció i les relacions socials a través d'una conversa entre els seus dos protagonistes.

## Argument
Al París de 1784 Gabriel de Beaumont, un actor de gran renom, és convidat al palau d'un senyor Marquès. Mentre espera l'arribada del Marquès en una sala privada del palau, un criat parla amb l'actor sobre la professió teatral i li serveix una copa de vi de Xipre. Després de conversar una estona, el criat es revela com el Marquès mateix i exposa a Gabriel la seva teoria del teatre tot explicant-li el motiu veritable pel qual l'ha fet cridar: ha escrit una obra sobre la vida i mort de Sòcrates i vol que Gabriel representi el filòsof durant la seva agonia. Gabriel hi accedeix i realitza la representació del monòleg, però el Marquès no en queda satisfet, ja que, a parer seu, la seva manera d'interpretar «no arriba a transmetre allò que succeeix al personatge» i addueix que l'actor no pot representar de manera correcta allò que no ha experimentat mai d'una manera directa i personal. Davant d'aquesta objecció, Gabriel replica que en el teatre els morts «ressusciten en acabar-s'hi la funció» i que gràcies a això les obres de teatre es repeteixen un cop i un altre. Gabriel que no ha parat de beure vi en tota la vetllada se sent marejat i el Marquès li fa entendre que ha estat enverinat. El Marquès li proposa un pacte: ara que està a punt de morir, tornarà a interpretar el mateix monòleg, i si la seva actuació el convenç, el Marquès li donarà l'antídot. El Marquès addueix dur a terme un experiment racional per comprovar la veracitat de la seva teoria de l'actuació, on només les coses experimentades per un mateix poden ser representades dalt d'un escenari, sense impostures ni fingiments. Gabriel, atemorit i consternat, realitza una segona interpretació molt més natural que la primera. Després d'això, el Marquès li dona una copa amb el suposat antídot, però abans del final de l'obra es revela que, no havent quedat satisfet amb la seva segona actuació, el Marquès realment no li ha donat un antídot sinó el verí autèntic, ja que el malestar anterior de l'actor només era causat per la seva embriaguesa tot i que el Marquès li havia fet creure que estava emmetzinat per assistir a una actuació més veritable del seu monòleg. El Marquès fa presoner Gabriel en una gàbia i es disposa a contemplar la seva mort, buida de tot artifici, per satisfer els seus instints sàdics de coneixement.
| «                                                                  | Si m’hagués estat morint, m’hauria mort, i aleshores no podria fer teatre. | » |
| — Gabriel de Beaumont, El verí del teatre, de Rodolf Sirera (1978) |                                                                            |   |

## Significat
La construcció de la intriga de l'obra, a partir de les revelacions del Marquès, és complexa i intensifica progressivament el clímax de la peça. D’una banda, més enllà de la seva intriga, l'obra aborda una reflexió metateatral inspirada en els diàlegs del racionalisme il·lustrat i, en concret, en la famosa paradoxa del comediant de Diderot i en la figura del Marquès de Sade. De fet, diversos estudiosos assenyalen que el personatge del Marquès creat per Sirera, mogut per les seves passions i instints més bàsics, podria ben bé ser un alter ego del Marquès de Sade malgrat que l'autor no ho ha especificat mai com a tal.
D’altra banda, la ficció escènica explora els límits del teatre i de la moralitat humana, i especula sobre la vigència de les convencions artístiques així com de les estructures de poder que sostenen la divisió de classes. Així doncs, des d'un punt de vista social, al llarg de l'obra Gabriel passa de servit a dominat, i el Marquès de servent a dominant. Tanmateix, Gabriel, de classe humil, està constantment sotmès als designis de l'aristocràcia i esdevé servil amb el Marquès que en tot moment, fins i tot quan fingeix ser un criat, marca i controla els patrons i les pautes de conducta com li escau a la classe aristocràtica a la qual pertany. En aquest sentit, no és pas casual que l'any on s'ambienta l'obra sigui el 1784, cinc anys abans de l'esclat de la Revolució Francesa que trencaria amb la vella divisió de classes de l'antic règim. Tanmateix, en una entrevista amb Antoni Prats publicada el 1986 el mateix Rodolf Sirera admetia que aquest vessant de la lluita de classes era el que menys li interessava de la seva obra:
| «                                                                     | Quant a «El verí...», s'ha parlat molt de la dialèctica poderós-oprimit, però jo pense que això hi és secundari. Hi pesa més la possibilitat d'exercir la crueltat. Si això dona plaer, es pot fer? Aqueixa és la gran pregunta. | » |
| — Rodolf Sirera, Entrevista amb Antoni Prats, revista Aiguadolç, 1986 | |   |

Diderot, un dels pares de l'Encyclopédie i de les idees de la Il·lustració que van fer possible, en part, l'esclat d'aquella revolució, està estretament relacionat amb aquesta obra. No només perquè 1784 també fou l'any de la seva mort, sinó perquè Rodolf Sirera posa en boca del Marquès alguns dels arguments sobre la interpretació defensats per l'autor francès a la seva obra Paradoxe sur le comédien (c. 1769). De fet, l'obra presenta un ampli debat sobre la validesa de les diverses teories interpretatives existents des de Diderot a Artaud, artífex del teatre de la crueltat. Així doncs, no són d'estranyar les referències a Racine i Corneille que conté l'obra, màxims exponents de la tragèdia barroca francesa i d'un estil interpretatiu força afectat i poc naturalista. En aquest sentit, és summament revelador que a la mateixa dedicatòria de l'obra, destinada al poeta i dramaturg Joan Brossa, Rodolf Sirera ja hi faci aparèixer un fragment de Racine. Tanmateix, les normes interpretatives i compositives del teatre barroc eren molt més complexes i restrictives que les de les tragèdies grecoromanes, a les quals aspiraven a assemblar-se, i que havien quedat establertes a la Poètica d'Aristòtil; aquesta diferència també esdevé objecte de debat entre el Marquès i Gabriel de Beaumont en diversos passatges de l'obra.
L'obra també fa referència al mite del bon salvatge, àmpliament difós per Jean-Jacques Rousseau, que sosté que l'home és bo per naturalesa, però que la civilització el corromp, i a la tradició occidental de la mort digníssima i serena de Sòcrates. De fet, tota l'obra sembla anticipar el canvi que suposarà la Revolució Francesa, la mort del barroc en mans de la Il·lustració, com un símil de la mort de Gabriel en mans del Marquès. En última instància, l'obra es pregunta on són els límits de l'escenari i si una ficció pot esdevenir real i s'interroga sobre el fet de per què en un teatre només podem representar-hi la realitat i no pas viure-la.
| «                                                                                               | Només la mort és l'única veritat. Només la mort imposa límits. I únicament en el teatre la mort, la veritat objectiva, resulta traïda. Potser en cap altra obra com "El verí del teatre" aquest discurs teòric es desenvolupa d'una manera tan harmònica. | » |
| — Rodolf Sirera, Programa de mà de l'estrena de l'obra al Teatre Poliorama de Barcelona el 1993 | |   |